# 474 TCN
474 TCN là một năm trong lịch La Mã.